# Bernard Fawcett
Bernard Fawcett, född 28 april 1909 i Lewisham i London, död 28 december 1961 i Chichester i West Sussex, var en brittisk ishockeyspelare. Han kom på fjärde plats i Olympiska vinterspelen i Sankt Moritz 1928. 